# Méthylase
La Méthylase est une enzyme qui attache un groupe méthyle à une molécule. On la retrouve dans les procaryotes et les eucaryotes.
Les bactéries utilisent un méthyle afin de distinguer leur propre génome du matériel génétique étranger. De ce fait, elles protègent leur ADN pour éviter qu'il soit coupé par leur propre système immunitaire. Elles rajoutent un groupement méthyle sur un ou plusieurs nucléotides du site de restriction. 
Il existe des méthylases pouvant methyler l'ADN, l'ARN, les protéines ou des petites molécules telles que l'ADN méthyltransférase qui méthyle les cytosines et l’adénine. Si l'ADN étranger n'est pas dégradé c'est qu'il a été méthylé donc sera maintenu.